# 曾就義
曾就義（？—1639年），字赤生，江西贛州府寧都縣人，軍籍，明朝政治人物。

## 生平
万历四十三年（1615年）乙卯科江西乡试举人，天启五年（1625年）乙丑科进士。授溧水县知县，以兴除利弊为己任。境内苦於水灾，率先捐出俸禄建三座圩坝。县民陈文海遭诬陷十年，得其雪冤。因母丧致休。服满补南宫县知县，治行如溧水。流寇围邻邑，曾就义预筑四座御台于城外，储备很多火药，流寇不敢進犯。数月后因父丧致休。服满补唐县知县，有德政。崇祯十一年（1638年）奉诏入京，崇祯帝亲自与之讨论，谈到兵饷国用。当时催逼赋稅严急，百姓多投靠盗贼。曾就义认为国赋在民，民之休养在官，官員廉俭则民不受害，拔为第一，授翰林院编修，任起居注，管理六曹奏章、经筵讲官，十二年（1639年）任江西乡试同考官，因职务繁重，劳瘁得疾去世。都门诸缙绅为其具棺殓，有旨部给勘合，驰驿扶柩归葬。曾就义清介正直，任江西乡试同考官，虽与江西监察御史交厚，仍秉公不令其子入闱。入祀乡贤祠。